# Josep Maria Trias i Peitx
Josep Maria Trias i Peitx   (Barcelona, 22 d'agost de 1900 - Sant Miquel de Cuixà, 7 d'agost de 1979) fou un periodista i diplomàtic català.

## Biografia
Fill de Jaume Trias i Comas, procedent d'una família de drapaires de Terrassa i pertanyent al Cercle Tradicionalista de Barcelona, i de Montserrat Peitx i Badia, va ser el més gran de tretze germans. Va estudiar al col·legi dels Germans de les Escoles Cristianes de La Salle, i el 1914 va caure greument malalt. Un cop recuperat, va haver d'abandonar els estudis a causa de la situació econòmica de la família, i va entrar a treballar a la fàbrica del seu avi matern, feina que va compaginar durant uns anys amb el seguiment de la Borsa de Barcelona per al El Correo Catalán, on treballava el seu pare, i amb la de caixer al Banc de Barcelona, on va coincidir amb Pere Gual i Villalbí.
De jove milità en el carlisme i fou secretari de la Joventut Tradicionalista de Barcelona. Abandonà la Comunió Tradicionalista per la seva posició contrària a la propaganda en favor de l'Estatut de Núria. Es va incorporar a Unió Democràtica de Catalunya el 1931, poc després de ser fundada, juntament amb Joan Baptista Roca i Caball i Pau Romeva, i formà part del seu comitè de govern.
Durant la Guerra Civil espanyola fou secretari general del partit, i des de juliol del 1936 organitzà amb el cardenal Francesc d'Assís Vidal i Barraquer i Lluís Vila i d'Abadal una xarxa d'ajut als sacerdots catalans amagats o empresonats. Tenia el despatx a la delegació del Govern d'Euzkadi a Barcelona, i el 1937 rebutjà l'oferta que li va fer Manuel de Irujo, ministre de justícia de la Segona República Espanyola, de dirigir un comissariat de cultes. Va mantenir contactes en nom de la República amb la Santa Seu per a restablir les relacions diplomàtiques, mercè els contactes a París amb el cardenal Vidal i Barraquer, i amb el cardenal Jean Verdier. Però les negociacions eren lentes, i no van dur resultats, de manera que el 1939 va marxar a l'exili, sortint de Caldetes només 48 hores abans de l'arribada de les tropes franquistes.
S'establí a París, on ajudà els emigrats catalans mercè els seus contactes amb els quàquers, de manera que uns 70.000 foren alliberats dels camps de concentració francesos. Després ajudà el Tercer Món mercès a l'obra assistencial d'organismes catòlics internacionals. Volgué morir en terra catalana i anà a Cuixà; és sebollit al cementiri del monestir de Sant Miquel de Cuixà.